# Rocker (Subkultur)

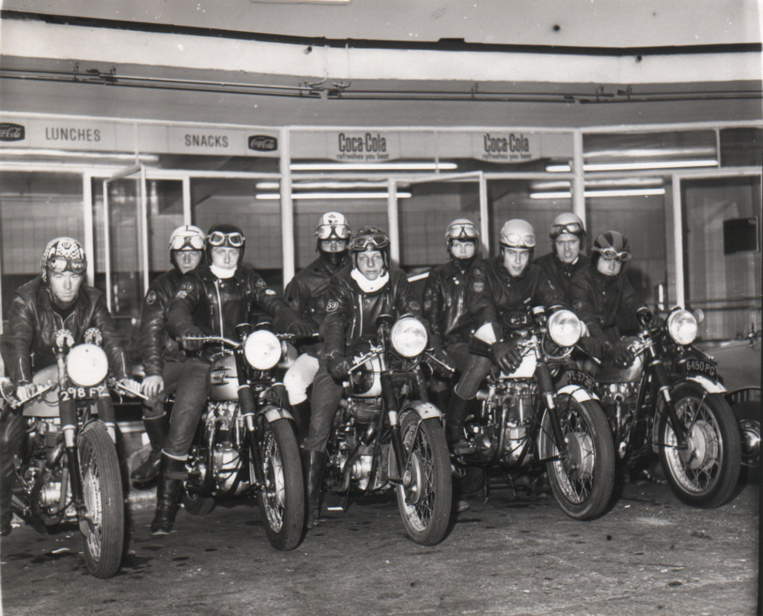
1960er Rocker vor dem Busy Bee

Rocker ist die englische Bezeichnung für die Angehörigen einer in den 1960er Jahren entstandenen (Jugend-)Subkultur, die vor allem mit einer Leidenschaft für legale und illegale Straßenrennen und dem durch sie geprägten Begriff des Cafe Racers für selbst zur Motorradsporttauglichkeit um- oder aufgebaute Serienmotorräder in Verbindung gebracht wird. Die britischen Rocker, deren charakteristische Kleidung robuste Arbeitshosen und meist mit Nieten, Spikes und Patches dekorierte Lederjacken waren, zeigten eine zeitgemäße Vorliebe für Rock ’n’ Roll und Rockabilly.

## Hintergrund
Bereits in den 1950er Jahren waren die späteren Rocker als „Ton up Boys“ bekannt. Dieser Name rührte von den Geschwindigkeiten jenseits der 160 km/h (100 mph), in der Umgangssprache „the Ton“, mit der sie die Straßen unsicher machten. Ihre Motorräder, Cafe Racer, wurden gestrippt und im Stil der zeitgenössischen Rennmotorräder umgebaut: Stummellenker, kleine Schutzbleche, kleine Sitzhöcker, große (Alu-)Tanks und zurückverlegte Fußrasten. Sie trafen sich in den Vororten der Großstädte in Kneipen wie dem Ace Café (London), Chelsea Bridge tea stall, Ace of Spades, Busy Bee und Johnsons.
Nach Ende der strengen Rationierungen im Nachkriegs-England und bei steigenden Einkommen war für viele Jugendliche der Traum vom eigenen Motorrad plötzlich erfüllbar geworden und führte zu einem Höhepunkt der englischen Motorrad-Industrie. Inspiriert unter anderem von amerikanischen Filmen wie Der Wilde (The Wild One) mit Marlon Brando entwickelten viele Jugendliche aus dem ursprünglichen individuellen Verkehrs- und Transportmittel, das sie sich im Gegensatz zu einem Automobil gerade mal leisten konnten, einen ungebundenen und rebellischen Lebensstil jenseits der bürgerlichen Normen.

## Weitere Szenen
Die Szene der Rocker entwickelte sich damit in etwa gleichzeitig mit anderen englischen Subkulturen wie den Greasern, Rockabillys und Teddy Boys. In den 1960ern wurden die Rocker von den Mods und Skinheads wegen der oft verwendeten Pomade auch als Greaser oder Grease (engl.: ‚Schmiere‘) bezeichnet, weshalb diese Bezeichnungen heute in England manchmal synonym verwendet werden.

## Auseinandersetzungen mit Mods
1964 gelangten sie zu landesweiter Berühmtheit wegen der Rivalitäten mit den Mods anlässlich der Bank Holidays in den Seebädern Clacton, Margate und Brighton. Dieser Konflikt zwischen den Subkulturen der Rocker und der Mods ist ein zentrales Thema in dem Film Quadrophenia.
Erforscht wurde das jugendkulturelle Phänomen unter anderem von Stanley Cohen. Cohen prägte den Begriff Moral Panic 1972 anhand einer Studie (Folk Devils and Moral Panics) zur öffentlichen Reaktion auf jugendkulturelle Abweichung. Cohen zufolge berichteten die Medien in übersteigerter Form von abweichendem Verhalten, welches als Herausforderung der gesellschaftlichen Normen gilt. Die Resonanz in den Medien trägt Cohen zufolge dazu bei, das Phänomen zu definieren, zu kommunizieren und damit auch zunehmend zur Nachahmung zu empfehlen.
Obwohl es Cafe Racer und auch Rockabillys auch in Deutschland, Österreich und der Schweiz gibt, bleiben die Rocker in dieser Form ein ursprünglich britisches Phänomen. Allerdings gibt es stilistische Nachahmer auf der ganzen Welt, vor allem in Japan (siehe auch Bōsōzoku), den USA und Australien.

## Bildergalerie

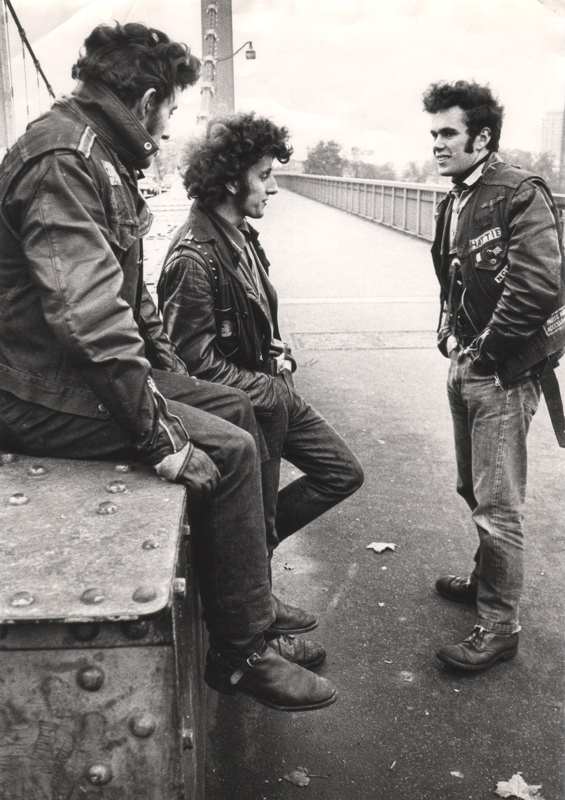
Rocker auf der Chelsea Bridge
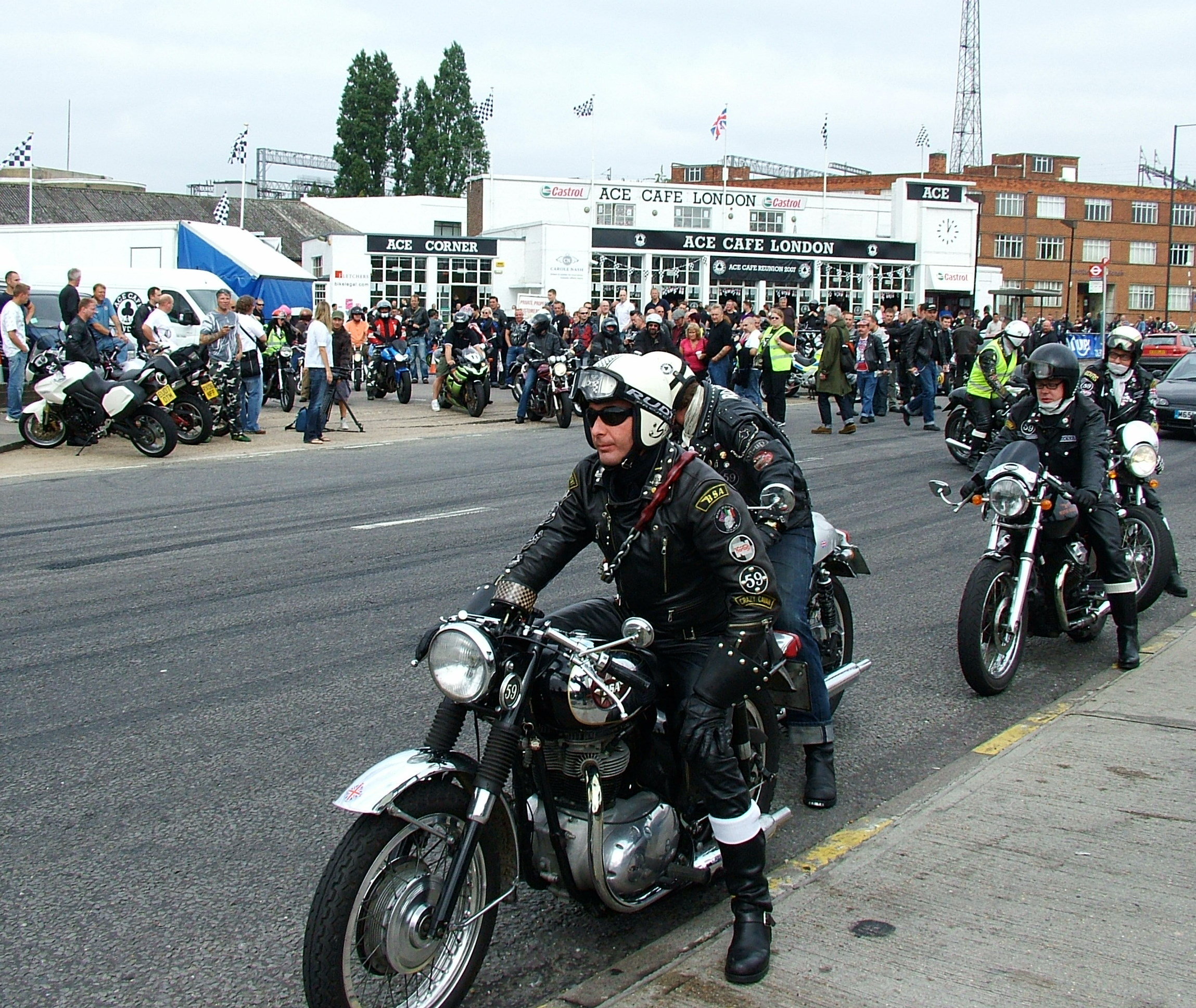
BSA A65 café racer vor dem Ace Café
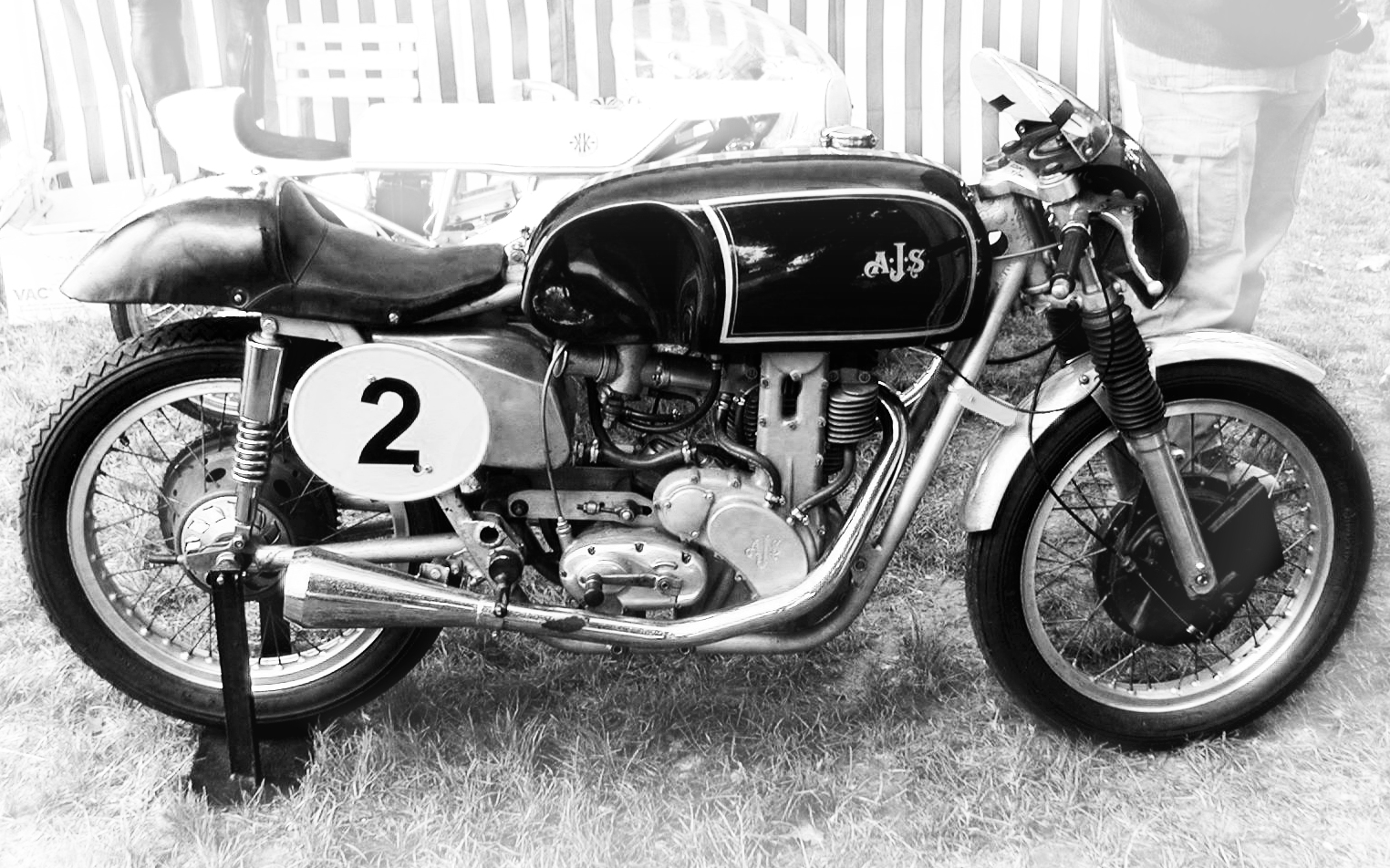
Die legendäre A.J.S. 7R „Boy Racer“ mit 350 cm³

## Filme
- Der Wilde (The Wild One, USA 1953), Darsteller: Marlon Brando
- Sie sind verdammt (These Are the Damned, GB 1963), Regie: Joseph Losey, Darsteller: Oliver Reed
- Quadrophenia (GB 1979), Verfilmung der Rockoper von The Who. Regie: Franc Roddam; mit Sting in einer Nebenrolle.
- Rocker (D 1972) von Klaus Lemke